# Hercule défie Spartacus
Pour plus de détails, voir Fiche technique et Distribution.
Hercule défie Spartacus (Il gladiatore che sfidò l'impero) est un péplum italien réalisé par Domenico Paolella et sorti en 1965.

## Synopsis
Le sénateur romain Lucius Quintilius prépare un voyage secret en Thrace pour récupérer un trésor légendaire. Il est accompagné de sa fille Livia, qui se fait passer pour une esclave chrétienne, de son cruel homme de main Commodio et de Terenzius, un ancien gladiateur et sosie de Néron qui fait croire aux Thraces locaux qu'il est le véritable empereur. Mais les plans de Lucius sont contrecarrés par Spartacus et sa bande de rebelles qui réussissent à s'emparer du trésor pour la Thrace. Lorsque la nouvelle de la mort du véritable Néron arrive de Rome, le gouverneur romain local, le consul Metellus, s'allie à Spartacus pour vaincre les traîtres.

## Fiche technique
- Titre original italien : Il gladiatore che sfidò l'impero[1],[2]
- Titre français : Hercule défie Spartacus[3]
- Réalisateur : Domenico Paolella
- Scénario : Domenico Paolella, Alessandro Ferraù (it)
- Photographie : Raffaele Masciocchi
- Montage : Antonietta Zita (it)
- Musique : Giuseppe Piccillo
- Costumes : Antonella Cappuccio
- Maquillage : Duilio Scarozza
- Production : Felice Felicioni
- Société de production : Jonia Film
- Pays de production :  Italie
- Langue originale : italien
- Format : Couleurs par Eastmancolor - 2,35:1 - Son mono - 35 mm
- Durée : 103 minutes
- Genre : Péplum
- Dates de sortie :
  - Italie : 4 avril 1965
  - France : 29 septembre 1971[3]

## Distribution
- Peter Lupus (sous le nom de « Rock Stevens ») : Spartacus
- Massimo Serato : Sénateur Lucius Quintilius
- Livio Lorenzon : Commodio
- Gloria Milland : Livia
- Piero Lulli : Consul Metello
- Walter Barnes : Terenzo
- Andrea Checchi :
- Dario Michaelis :
- Franco Ressel :
- Bruno Scipioni :
- Giulio Tomei :
- Giovanni Petrucci :
- John Bartha : Messager romain
- Salvatore Borghese : Gladiateur
- Jeff Cameron : Gladiateur
- Mimmo Poli : Romain